# Ширванский, Джавад-хан
Джавад-хан Ширванский (азерб. Cavad Xan Şirvanski; 1814 — 18…) — генерал-майор Русской императорской армии.

## Биография
Мусульманского вероисповедания. Из Ширванских ханов. Старший сын генерал-лейтенанта Русской службы, последнего хана Ширвана Мустафы Хана.
Воспитывался в доме родителей.
В июле 1832 года 19 летний Джавад-хан по решению отца во главе отряда ширванской конницы был направлен в один из формировавшихся российскими властями, для участия в очередной экспедиции против горцев, конно-мусульманских иррегулярных полков.
28 марта 1833 года за отличие и храбрость в экспедиции минувшего года командиром Отдельного Кавказского корпуса и Главноуправляющим Грузией генерал-адъютантом бароном Розеном Г. В. был награждён серебряной саблей с надписью «За храбрость».
6 апреля 1834 года согласно Высочайшего повеления, Джавад-хан определён был корнетом в Лейб-гвардии Кавказско-Горский полуэскадрон Собственного Его Императорского Величества Конвоя.
27 февраля 1837 года переведен в Лейб-гвардии Гусарский полк. 24 октября того же года уволен по домашним обстоятельствам поручиком. В 1838 году награждён орденом Св. Анны 3-й степени с бантом.
11 июля 1839 года вновь определён на службу корнетом (старшинство в чине разрешено считать с 18 декабря 1835 года) в Лейб-гвардии Гусарский полк с назначением состоять при Отдельном Кавказском корпусе. Награждён орденом Св. Станислава 3-й степени. 6 декабря того же года на вакансии произведён в поручики.
В 1840 году удостоен Золотого оружия с надписью «За храбрость», а в 1841 году ордена Св. Владимира 4-й степени с бантом. 19 апреля 1842 года произведён в штабс-ротмистры.
С 6 декабря 1845 года ротмистр с оставлением при Отдельном Кавказском корпусе. На 28 декабря 1846 года командир Почётной команды мусульман при корпусной квартире. Команда эта, в виде конвоя для корпусной квартиры, сформирована была ещё в 1839 году именным указом Николая I, объявленным командиру Отдельного Кавказского корпуса генерал-лейтенанту Головину Е. А.. Несмотря на название «почетная команда», это была боевая единица, что определялось последним пунктом указа: «Команду сию употреблять в военных действиях не только во время нахождения вашего в экспедициях, но и во всех случаях, когда мера эта признана будет полезною …».
6 декабря 1855 года Джавад-хан был произведён в полковники. В 1856 году состоящий при Отдельном Кавказском корпусе полковник Лейб-гвардии Гусарского полка Джавад-хан Ширванский, в числе других посланцев Кавказа и Закавказья, представлявший Шемахинскую губернию на церемонии коронации императора Александра II в Москве, высочайшим указом был награждён орденом Св. Анны 2-й степени с мечами. 21 декабря 1857 года назначен состоять при Кавказской армии.
Участник Русско-турецкой войны 1877—1878 гг. 8 ноября 1877 года «За отличие против турок» Джавад-хан Ширванский был произведён в генерал-майоры с оставлением при Кавказской Армии и с зачислением по армейской кавалерии.
24 августа 1883 года генерал-майор  Джавад-хан Ширванский был уволен от службы по домашним обстоятельствам с мундиром и пенсией полного оклада.

## Семья
Жена Гевхар Бике, дочь подполковника Гусейн Бека.
Сыновья:
Умай Хан (1847), Мир Хан (1848) и Рашид Хан (1853)